# Mama (film 2013)
Mama – kanadyjsko-hiszpański horror z 2013 roku w reżyserii Andresa Muschietti'ego. Wyprodukowany przez Universal Pictures.
Światowa premiera filmu miała miejsce 18 stycznia 2013 roku, natomiast w Polsce odbyła się 22 lutego 2013 roku.

## Opis fabuły
Pewnego dnia zamordowana zostaje matka Lilly i Victorii, dziewczynek, które jeszcze tego samego dnia znikają w tajemniczych okolicznościach. Wujek dziewczynek, Lucas, wraz z narzeczoną Annabel poszukuje dzieci. Te zostają odnalezione dopiero po pięciu latach – żyją niemal jak zwierzęta w leśnej chacie. Lucas i Annabel zostają ich prawnymi opiekunami. Kiedy dziewczynki wprowadzają się do nich, w domu zaczynają się dziać niepokojące rzeczy. Dorośli orientują się, że zamieszkał z nimi jeszcze jeden nowy lokator.

## Obsada
- Jessica Chastain jako Annabel
- Nikolaj Coster-Waldau jako Lucas / Jeffrey
- Megan Charpentier jako Victoria
- Isabelle Nélisse jako Lilly
- Daniel Kash jako doktor Dreyfuss
- Javier Botet jako Mama
- Jane Moffat jako Jean Podolski
- David Fox jako Burnsie
- Dominic Cuzzocrea jako Ron
- Julia Chantrey jako Nina

i inni.